# Menhirs de la Rainière
Les menhirs de la Rainière sont deux menhirs  situés à Saint-Hilaire-la-Forêt, dans le département français de la Vendée.

## Protection
Les menhirs sont inscrits au titre des monuments historiques par arrêté du 6 juillet 1995.

## Description
Les menhirs jumeaux ont été érigés côte à côte sur un axe nord-sud. Ils sont en granite.